# 밝은셰이셸낮도마뱀붙이

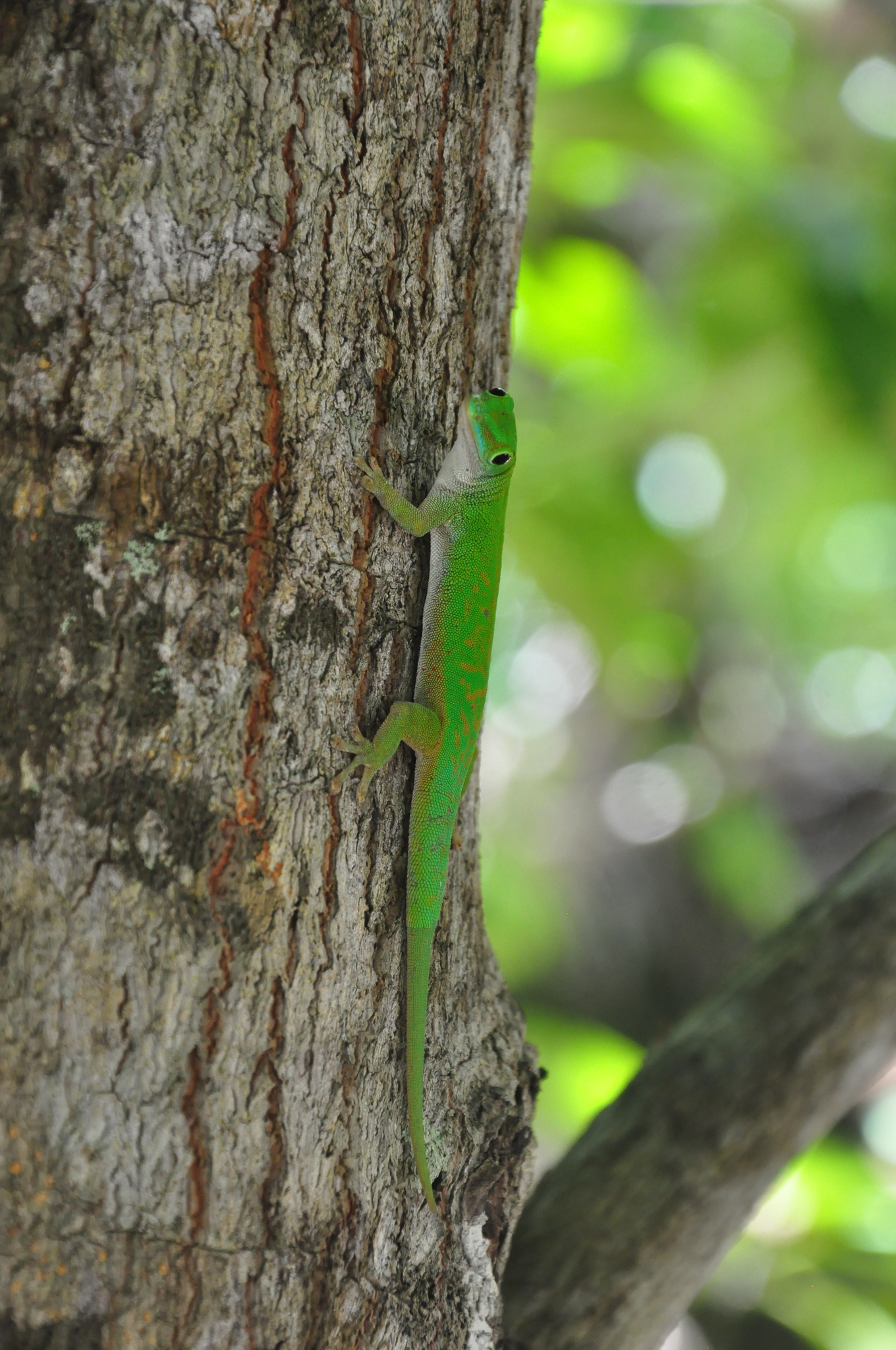

밝은셰이셸낮도마뱀붙이(Phelsuma astriata semicarinata)는 셰이셸낮도마뱀붙이의 아종이다. 몸은 작고 가늘며, 밝은 녹색을 띄고 곤충을 잡아먹는다. 셰이셸 제도의 프라슬랭섬에 토착했지만 레위니옹섬에 도입되었으며 2004년에 최초로 목격되었다. 보통 코코넛 야자, 바나나 나무에서 발견되고 인류 거주지 근처에서 살아간다.

## 형태
이 꼬리까지 최대 12.5 cm에 이르는 자그마한 낮도마뱀붙이류는 녹색을 띄며, 등에는 불규칙한 형태의 적갈색 점무늬, 줄무늬가 나있다. 이 붉은색 점들은 등가운데에서 가는 줄무늬를 이루며, 형태가 깨지거나 띄엄띄엄 이어질 수도 있다. 콧구멍에서 눈까지 적갈색 줄무늬가 이어진다. 머리에는 적갈색 V자무늬, 양옆으로 뻗친 두 개의 줄무늬가 나있다. 수컷은 보통 꼬리와 등 뒷부분이 청색, 청록색이다. 밑부분은 희다.

## 습성
이 종은 다양한 곤충 따위의 무척추동물을 잡아먹는다. 부드럽고 달달한 과육, 꽃가루, 꽃꿀도 먹는다.
이 종은 길이가 10 mm에 달하는 알을 두 개씩 낳는다. 알은 점착성이 없어서, 이 종은 "비점착(non-glue)"이라 불린다. 알은 25 도 정도를 유지하며 포란해야 하며 70-75 일 후에 부화한다.

## 사육
이 종은 쌍으로 키워야 한다. 수직으로 길쭉하고 식물이 무성한 테라리움에서 키워야 하며, 손가락 마디만한 굵기의 대나무 막대기들을 수평, 수직으로 배치하는 게 좋다.

## 참고 자료
- Henkel, F.-W. and W. Schmidt (1995) Amphibien und Reptilien Madagaskars, der Maskarenen, Seychellen und Komoren. Ulmer Stuttgart. ISBN 3-8001-7323-9
- McKeown, Sean (1993) The general care and maintenance of day geckos. Advanced Vivarium Systems, Lakeside CA.